# Mariano García Remón
Mariano García Remón (* 30. September 1950 in Madrid, Spanien) ist ein spanischer Fußballtrainer und ehemaliger Fußballspieler.

## Spielerkarriere
García Remón spielte ab der Saison 1971/72 bis zu seinem Karriereende 1984 als Torhüter bei Real Madrid. In der spanischen Liga kam er 177 mal zum Einsatz und in europäischen Vereinswettbewerben 29 mal. Er gewann dabei neben den beiden Erfolgen im UEFA-Pokal 1985 und 1986 – bei den Finalspielen standen hier aber Miguel Ángel bzw. Agustín zwischen den Pfosten – sechsmal den spanischen Meistertitel sowie viermal den spanischen Pokal. Für die spanische Nationalmannschaft kam er auf zwei Einsätze.
Der langjährige Real-Keeper bot in Odessa in der Ukraine im Europapokal-Viertelfinale 1973 gegen Dynamo Kiew seine wohl beste Partie und erhielt anschließend dank seiner Paraden, die ein 0:0 retteten, den Beinamen "El Gato de Odesa", die Katze von Odessa.

### Erfolge
- UEFA-Pokal: 1985, 1986
- Spanische Meisterschaft: 1972, 1975, 1976, 1978, 1979, 1980
- Spanischer Pokal: 1974, 1975, 1980, 1982

## Trainerkarriere
Als Trainer betreute er zunächst die Jugendmannschaft von Real Madrid und anschließend von 1991 bis 1993 die seinerzeit als Real Madrid Castilla auftretende B-Mannschaft des Vereins. Dort folgte ihm sein Assistenztrainer Rafael Benítez nach. Cheftrainerpositionen bei Sporting Gijón (1993–1995, 62 Spiele, Erste Liga), Albacete Balompié (1996–97), UD Las Palmas (1997–98), UD Salamanca (1999–2000), CD Numancia (2000–01, 21 Spiele, Erste Liga) und Córdoba CF (2001–02) folgten. Seine beiden Ausflüge in die erste Liga endeten dabei vorzeitig, als die beiden Vereine jeweils auf einem Abstiegsplatz lagen.
Zu Beginn der Saison 2004/05 wurde er bei Real Madrid zum Assistenztrainer des ebenso neuernannten Camacho, mit dem er früher noch selbst bei Real in einer Mannschaft spielte.
Am 20. September 2004 wurde er auf die Cheftrainer-Position befördert, da Camacho bereits nach vier Spieltagen zurücktrat. García Remón war aber in den Augen der Vereinsführung nicht hinlänglich erfolgreich und wurde nach Abschluss der Hinrunde am 25. Dezember, mit der Mannschaft auf Platz drei befindlich, entlassen. In La Liga hatte er dabei 7 Siege, 2 Unentschieden und 4 Niederlagen vorzuweisen. Sein Nachfolger bei Real Madrid wurde der vormalige brasilianische Nationaltrainer Vanderlei Luxemburgo.
2007 war Mariano García Remón noch einmal kurzfristig beim FC Cádiz tätig.